# Daniel Kastler

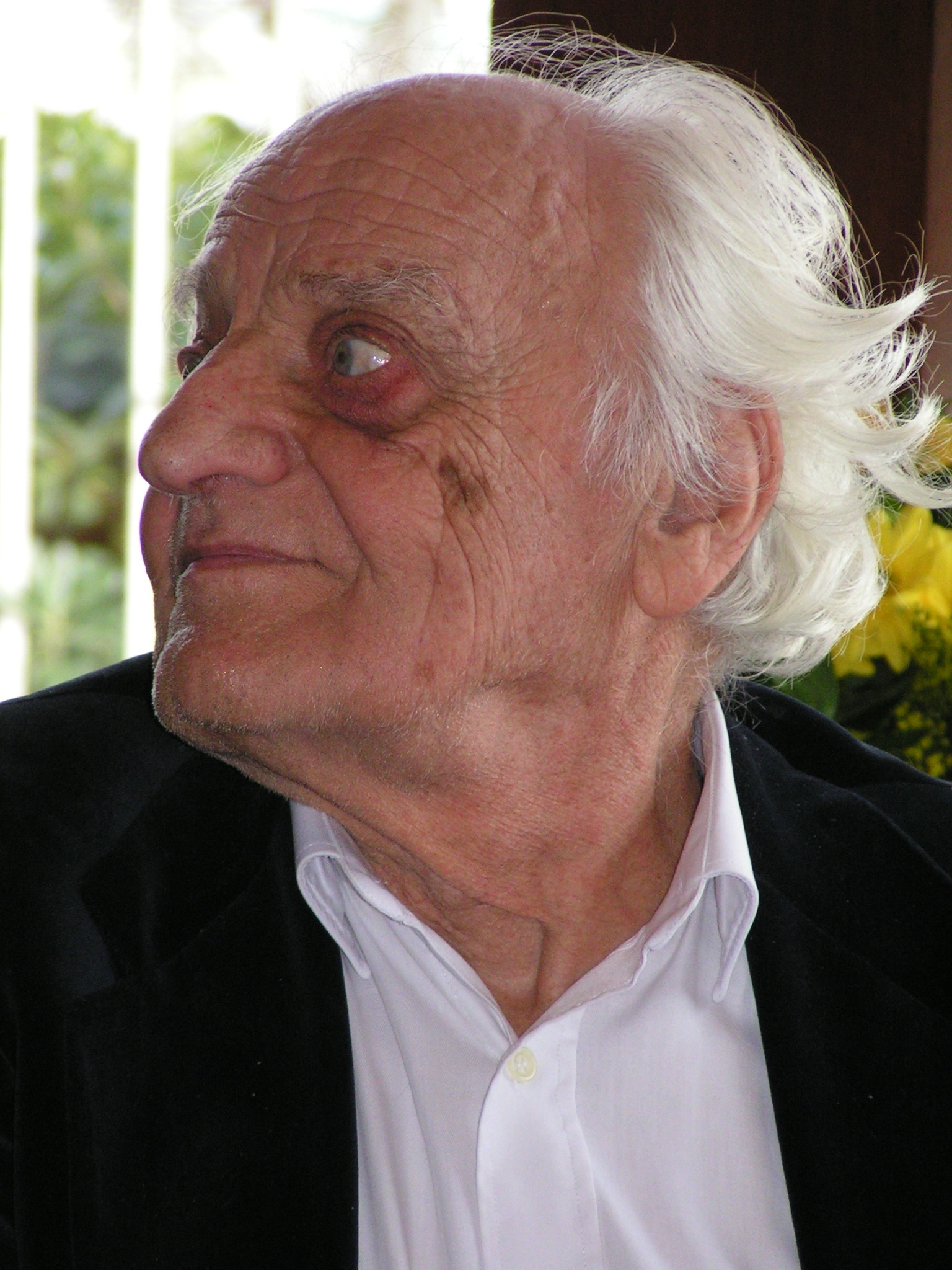
Daniel Kastler, 2006

Daniel Kastler (* 4. März 1926 in Bandol; † 8. Juli 2015) war ein französischer theoretischer Physiker.

## Leben
Kastler ist der Sohn des Physik-Nobelpreisträgers Alfred Kastler. Er war Professor für theoretische Physik an der Universität Aix-Marseille (Luminy), wo er seit 1977 eine Professur hatte. Mit Rudolf Haag begründete er in den 1960er Jahren den „Local Quantum Physics“-Zugang zur mathematischen Beschreibung von Quantenfeldtheorien (Haag-Kastler-Axiome). Später beschäftigte er sich mit Anwendungen von Operatoralgebren in statistischer Mechanik und ab den 1980er Jahren mit nicht-kommutativer Geometrie nach Alain Connes (insbesondere deren Anwendungen in der Elementarteilchenphysik, eingeleitet durch Connes).
1984 wurde Kastler mit dem Prix Ampère der französischen Akademie der Wissenschaften ausgezeichnet. Er war korrespondierendes Mitglied der Akademie der Wissenschaften zu Göttingen und der Österreichischen Akademie der Wissenschaften und seit 1995 Mitglied der Leopoldina.

## Schriften
- Introduction à l’électrodynamique quantique (= Travaux et recherches mathématiques. 6, ISSN 0564-156X). Dunod, Paris 1961.
- mit Rudolf Haag: An algebraic approach to quantum field theory. In: Journal of Nathematical Physics. Band 5, 1964, Nummer 7, S. 848–861, doi:10.1063/1.1704187.
- Cyclic cohomology within the differential envelope. An introduction to Alain Connes non-commutative differential geometry (= Travaux et cours. 30). Hermann, Paris 1988, ISBN 2-7056-6044-5.